# 四硝酸根合金(III)酸
四硝酸根合金(III)酸，簡稱硝酸金，是一种无机配位化合物，化学式为HAu(NO3)4，可形成三水合物HAu(NO3)4·3H2O，或準確稱為H5O2Au(NO3)·4H2O。它是提取金過程中的中間體。

## 製備和反應
四硝酸根合金(III)酸由氫氧化金與濃硝酸在100℃下反應製備：
Au(OH)
3 + HNO
3 → HAu(NO
3)
4 + H
2O
該化合物在0 °C下與硝酸鉀反應形成四硝酸根合金(III)酸鉀：
HAu(NO
3)
4 + KNO
3 → KAu(NO
3)
4 + HNO
3

## 性質
四硝酸根合金(III)酸三水合物在72°C時分解為一水合物。若繼續加熱至203℃，則分解為三氧化二金。

## 簡單金(III)硝酸鹽
據稱，三氧化二金和五氧化二氮的反應可生成簡單的硝酸鹽（Au(NO3)3），但後來被證明是四硝酸根合金(III)酸硝鎓（(NO2)Au(NO3)4）。